# Get Out of My Stations
Get Out of My Stations è un extended play del gruppo musicale statunitense Guided by Voices, pubblicato in USA dalla Siltbreeze nel 1994.

## Tracce
Tutti i brani sono stati scritti da Robert Pollard, eccetto dove indicato diversamente.
"This" side
1. "Scalding Creek" (Robert Pollard) – 1:36
2. "Mobile" (Mitch Mitchell, Jim Pollard, R. Pollard) – 1:24
3. "Melted Pat" (R. Pollard) – 1:41
4. "Queen of Second Guessing" – 1:22

"That" side
1. "Dusty Bushworms" (R. Pollard) – 2:33
2. "Spring Tiger" (R. Pollard) – 2:17
3. "Blue Moon Fruit" – 1:33